# ستيفان تانغوي
ستيفان تانغوي (بالفرنسية: Stéphane Tanguy)‏ (31 يناير 1975 بريست فرنسا - ) هو لاعب كرة قدم فرنسي يلعب كمدافع.

## روابط خارجية
- ستيفان تانغوي على موقع قاعدة بيانات كرة القدم.إي يو (الإنجليزية)